# Hermann VI. (Baden)

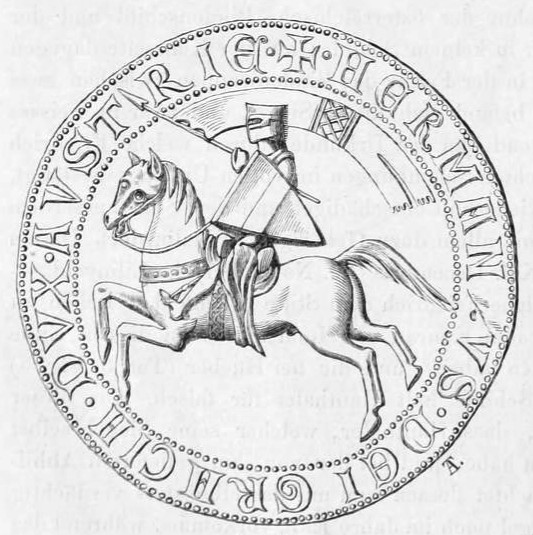
Siegel von Hermann VI.

Markgraf Hermann VI. von Baden (* um 1225; † 4. Oktober 1250) war 1243 bis 1250 Titular-Markgraf von Verona und Baden. Von 1243 bis 1247 war er zusammen mit seinem Bruder, Rudolf I. auch regierender Markgraf von Baden. Durch Heirat mit Gertrud von Babenberg war er kurzzeitig auch Herzog von Österreich und der Steiermark.

## Leben
Markgraf Hermann VI. war der Sohn von Hermann V. von Baden und der Pfalzgräfin Irmengard bei Rhein. Er war aus dem Hause der Zähringer und damit mit den Saliern und Staufern seit drei Generationen verschwägert.
Sein Vater hatte ihn wohl bereits zu Lebzeiten mit Regierungsaufgaben in der Landgrafschaft Sausenberg betraut.
Die Söhne Hermann VI. und Rudolf I., übernahmen 1243 zunächst gemeinsam das väterliche Erbe. Beide förderten das von ihrer Mutter gestiftete Kloster Lichtenthal.
Hermann VI. überließ 1247 nach seiner Einheirat ins österreichische Herzogsgeschlecht seinem Bruder Rudolf I. die Alleinherrschaft über die Markgrafschaft Baden und zog nach Österreich, wo er versuchte die Erblande seiner Frau zu regieren.
Papst Innozenz IV. bestätigte am 14. September 1248 dem Markgrafen Hermann VI. die Schenkung des Herzogtums Österreich durch seine Gemahlin Gertrud von Babenberg, und einige Monate später, am 31. Januar 1249, forderte der Papst den Gegenkönig Wilhelm von Holland auf, Markgraf Hermann VI. mit dem Herzogtum Österreich zu belehnen.
Markgraf Hermann VI. war beim Adel nicht sonderlich beliebt und ging auch im eigenen Land recht schroff zur Sache. So versuchte seine Witwe durch eine Schenkung den am Stift Altenburg bei Horn entstandenen Schaden wiedergutzumachen.
Nach seinem frühen Tod 1250 gab es Gerüchte, er sei vergiftet worden, wofür es aber keinerlei Belege gibt. Hermann wurde im Stift Klosterneuburg beigesetzt.

## Ehe und Nachkommen
Hermann VI. heiratete durch Vermittlung von Herzog Otto von Bayern um 1248 die Witwe Gertrud von Babenberg (* 1226; † 24. April 1299). Aus der Ehe gingen folgende Kinder hervor:
- Friedrich, (* 1249 in Alland; † 29. Oktober 1268 in Neapel geköpft)
- Agnes, (* 1250; † 2. Januar 1295 in Wien)

1. ⚭ 1263/65 Herzog Ulrich III. von Kärnten
2. ⚭ 1270/71 Ulrich III. von Heunburg († 1308)